# Westernridning

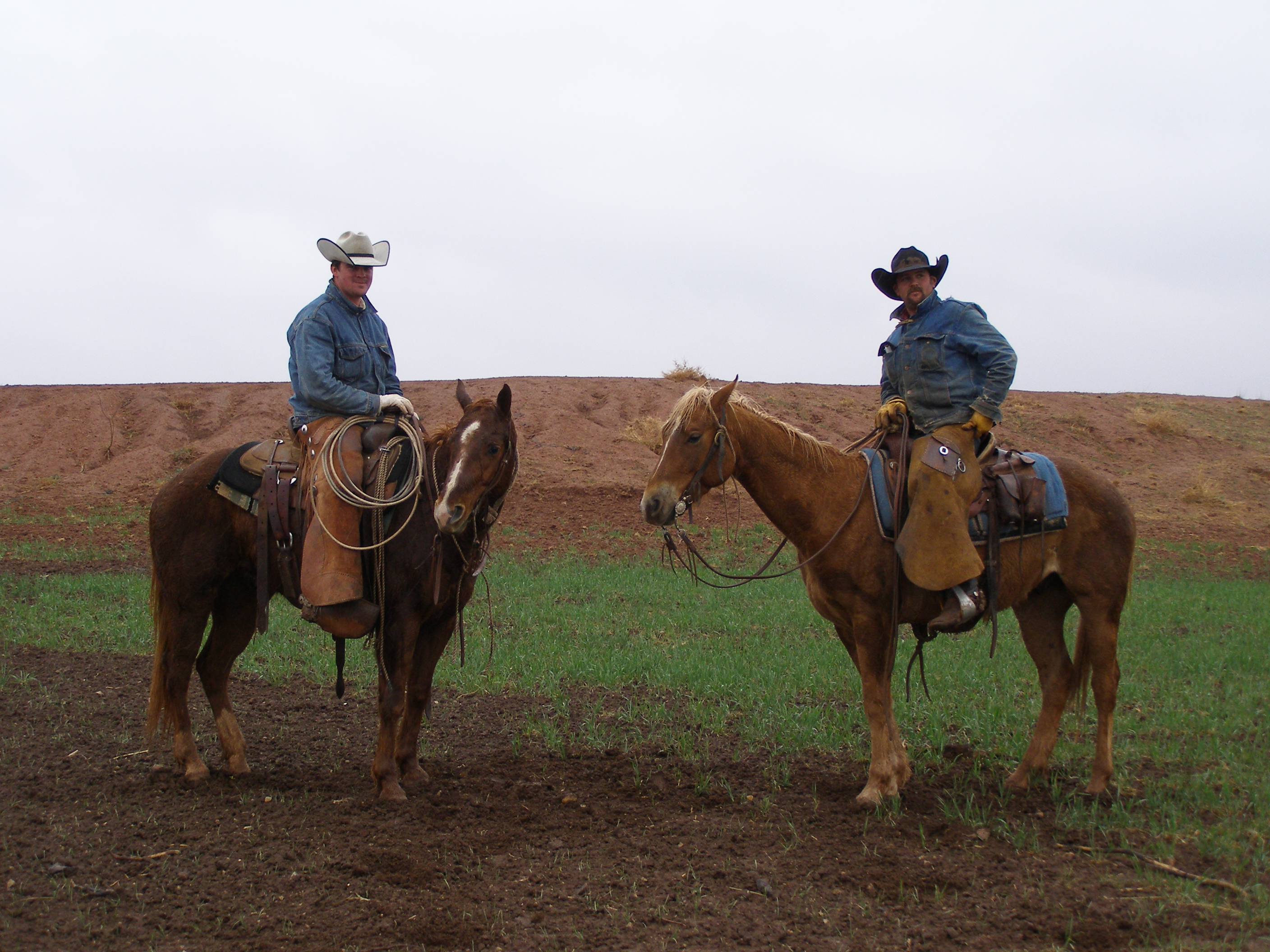
Cowboys till häst.

Westernridning är en ridteknik där häst och människa samverkar avslappnat. Ridstilen har sin grund i de arbetsuppgifter som utfördes av  cowboys i den amerikanska västern under 1700- och 1800-talen. Man tar fasta på att hästen är ett flyktdjur som ser människan som ett rovdjur och därför är det hästens villkor som huvudsakligen gäller. I westernridning ingår flera olika grenar och moment, där hästen och ryttaren ska samarbeta.

## Historia
Uttrycket westernridning kommer från USA men själva ridtekniken och utrustningen härstammar ända från Spanien på 1400-talet som en stridskonst till häst. När spanjorerna sedan erövrade Amerika på 1500-talet tog de hästar och teknik med sig. Tekniken kom till USA runt 1770 från mexikanska vaqueros när ranchägare upptäckte fördelarna med att hästen och ryttaren kunde jobba som en sammansvetsad och avslappnad enhet. Av det hela föddes en arbetsmetod där häst och ryttare klarade av en lång arbetsdag utan att bli för trötta. Metoden används än i dag av boskapsskötare.
Bilden av en cowboy som rider mot solnedgången är mest en myt skapad av filmindustrin. Boskapsskötsel var ett slitsamt och enformigt yrke. För att dämpa tristessen dröjde det inte länge förrän ryttarna började jämföra sina ridkunskaper och man började tävla mot varandra. Olika grenar uppfanns och ranchägarna började arrangera tävlingar, rodeor, där alla fick visa upp sina kunskaper inför en jublande publik i jakten på ära. En rodeo var även ett sätt för arbetslösa boskapsskötare att få visa upp sina kunskaper inför eventuella arbetsgivare som sökte folk för anställning.
Sporten är stor i USA och växer även i Sverige. Det finns både ras- och tävlingsorganisationer i Sverige: SQHA (Swedish Quarter Horse Association, SPHA (Swedish Paint Horse Association), SRHA (Swedish Reining Horse Association) och NSBA (National Snafflebit Association). Western Sverige är en samlande organisation där alla ras- och tävlingsorganisationer finns representerade.

## Hästraser
De absolut vanligaste raserna inom westernridning är quarterhästen, painten och appaloosan. Hästen är byggd för att vara snabb, vändbar och lyhörd. I USA användes även mustangen men den är numera fredad som vildhäst och därför fångas bara ett fåtal in.
I Sverige är quarterhästen vanlig inom westernridning men även många andra i Sverige vanliga hästraser används. Sverige har cirka 2 300 quarterhästar. Rasen har ökat både med import och med en inhemsk avel av mycket god kvalité. Arabiskt fullblod är också en vanlig syn både i USA och i Sverige.
Rasen är viktig inom westernridning speciellt i vissa tävlingsgrenar som exempelvis reining. Viktigt är samspelet mellan djur och människa. Vissa raser lämpar sig bättre med tanke på rörlighet, psyke och i viss mån prägling i unga år. Quarterhästen har även ett bra sinne för att arbeta med boskap, detta kallas då "cow sense".

## Teknik
Inom westernridning strävar man efter att låta hästen göra egna val och kunna arbeta självständigt eller styras med små medel.
Det viktigaste medlet ryttaren har är kroppsvikten. Förflyttar ryttaren tyngdpunkten mot vänster önskar han eller hon att hästen går åt höger. En tung sits betyder stopp.
I motsats till klassisk ridning används bettet sällan eller aldrig för att styra hästen. På en tränad häst med en tränad ryttare rider man med båda tyglarna i en hand. Detta kommer ursprungligen ifrån att man som cowboy skall ha den andra handen fri till att till exempel kasta ett lasso. I all westernridning, men framförallt när man rider på ett stångbett, strävar man efter att styra hästen med neckreining. Detta innebär att hästen går undan när den känner tygeln mot halsen. I en enhandsfattning är neckreiningen helt nödvändig. Man kan även rida bettlöst. Vanligast är då att man använder en så kallad bosal, vilket är en slags ring, ofta i råhudsläder, som sitter runt hästens mule en bit upp på nosryggen.
En speciell gångart inom westernridningen är jogg, som är en typ av trav där hästen engagerar sin bakdel och trampar mer under sig. Att rida jogg är bekvämare för ryttaren än vanlig trav.

## Utrustning
Eftersom boskapsskötare har sin arbetsplats på hästryggen är utrustningen viktig både för häst och människa.

### Sadlar

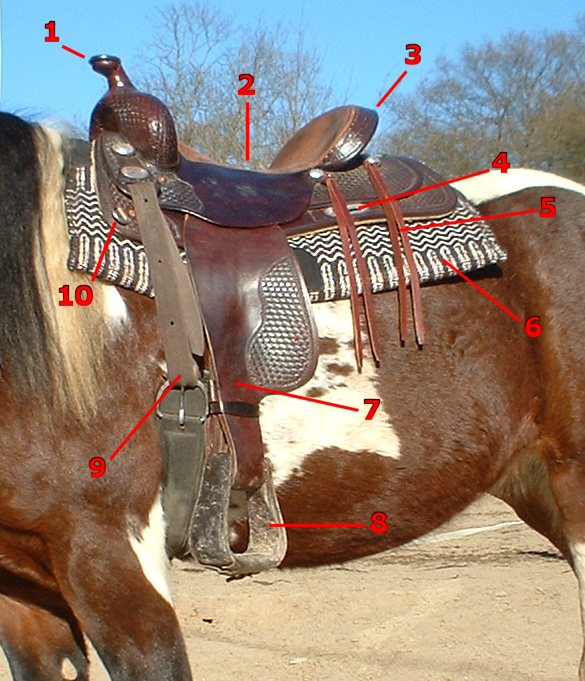
Westernsadelns delar:
1. Horn eller sadelhorn
2. Sits
3. Bakvalv
4. Fäste för roping- eller arbetsgjord
5. Remmar för filtar och liknande
6. Pad (även sadelfilt kan användas)
7. Stigläder
8. Stigbygel
9. Sadelgjord
10. D-ringfäste för brösta

Det finns många modeller av sadlar och här beskrivs de vanligaste.
Ropingsadel
Sadeln är konstruerad för att snabbt kunna ta sig i och ur. Dessutom är hornets konstruktion anpassat för att klara av ett lasso. Den används på gårdsområdet för infångande och urskillning av boskap. Sadeln är ofta bestyckad med en roping- eller arbetsgjord i bakre delen för att inte kunna tippa upp när lassot är bundet i hornet och det spänns.
Ranchsadel
Ranchsadeln har lång sits i ett hårt material för att motstå nötning och väta. Hornet bör vara av samma sort som ropingsadelns. Den används av boskapsskötaren som sitter långa stunder i sadeln. Här är det viktigt att sadeln passar både häst och ryttare. Den har goda möjligheter för att spänna fast sadelväskor för proviant och liknande.
Trailsadel
Detta är en "nöjessadel" för långa turer i skog och mark med samma egenskaper som ranchsadeln men har inga krav på ett kraftigt horn. Sadeln bör vara bekväm och lätt.
Reiningsadel
Reiningsadeln är en ren tävlingssadel med rena linjer och djup sits för att ryttaren ska få en närmare kontakt med hästen. En reiningsadel skiljer sig från andra westernsadlar framförallt på sätet och fendrarna (det vill säga stiglädren), där båda delar är utformade för att ge stöd i stoppen samt en nära kontakt med hästen. Fendrarna på en reiningsadel är speciellt skurna för att ge mer rörelsefrihet så att ryttarens ben kan röra sig längs med hästens sidor lättare, och på så sätt trampa fram stigbyglarna i stoppen.
Reiningsadlar finns i en uppsjö av olika modeller, nyanser på läder, utsmyckningar, silverdetaljer samt graverade mönster i lädret.
Pleasuresadel
Pleasuresadeln används inom tävlingsgrenarna Western Pleasure, Western Horsemanship och Trail. Ofta används orden Trail och Pleasuresadel på billigare sadlar, för att påvisa att sadeln har en lodrätt sits. En pleasuresadel vilken används inom tävlingsgrenarna pleasure, trail och westernridning är ofta kraftigt utsmyckade och är mycket dyra. Priser över 17 000 dollar för en toppsadel är inte ovanligt. Sadeln är gjord i mjukt läder med en rak sits som hjälper ryttaren att sitta rakt. I utseende kan den vara konstruerad både som ranchsadel och ropingsadel men är inte lika stabilt byggd. Den är rekommenderad som nybörjarsadel.

### Huvudlag, tyglar och bett

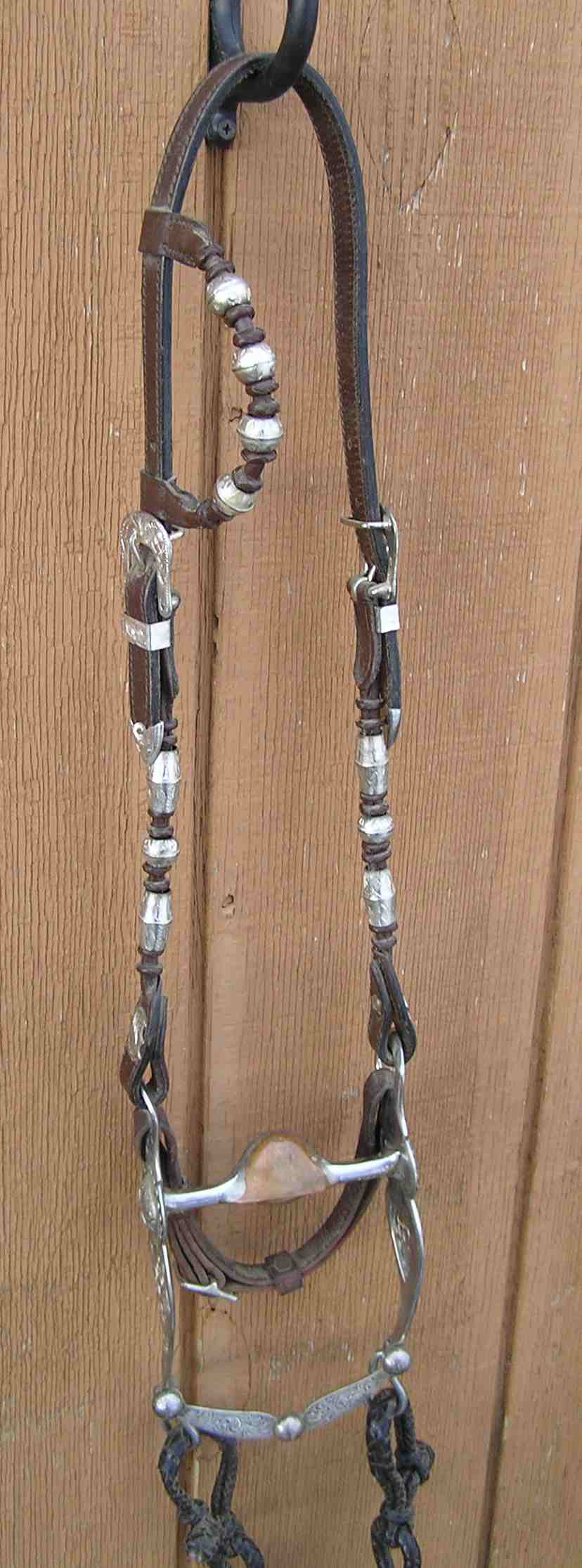
Enöras träns.

När man rider westernridning är bettet inte nödvändigt. Man strävar efter att låta hästen gå på lösa tyglar och att inget tryck ska användas i munnen. Tyglarna, benen och ryttarens kroppsvikt ska vara tillräckligt för en tränad häst och är till fördel när häst och ryttare arbetar. En normaltränad häst reagerar på hur tyglarna rör vid halsen och går undan av den orsaken (höger tygel läggs mot halsen så går hästen åt vänster). Metoden kallas neckreining (fritt översatt: halstygling).
Huvudlag
Huvudlaget är remtyget som håller fast bettet i hästens mun. På bilden visas ett one-ear-huvudlag (engelska: en-öra). Som allt i westernridning strävar man även här efter enkelhet och därför fixeras huvudlaget i det här fallet av ett öra och en hakrem. Flera varianter finns men detta är vanligt förekommande.
Bett

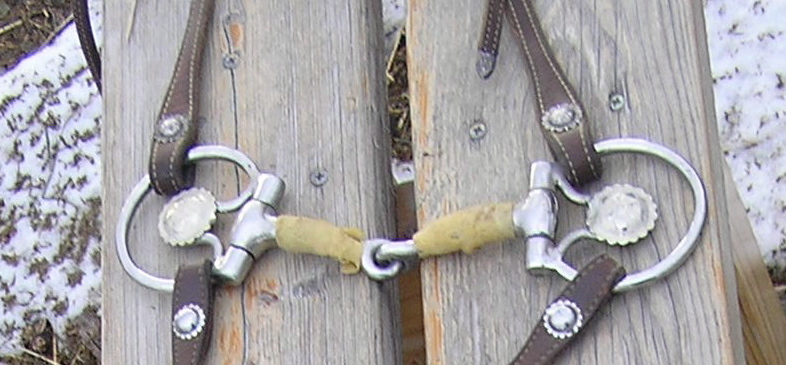
Delat bett.

En färdig westernhäst rids på ett stångbett, ett bett som har skänklar och ger en hävstångsverkan. Men man börjar alltid att träna hästen på ett vanligt bett utan skänklar, när hästen kan utföra alla moment samarbetsvilligt och avslappnat börjar man gå över till ett stångbett. 
Tyglar
Tyglarna finns i både hel och delad version. När de är delade påminner det om två snören, ett till varje sida på bettet. Om ryttaren vill använda lasso eller har händerna upptagna med annat så binds de tvådelade tyglarna ihop och läggs över hornet på sadeln. Då styrs hästen helt med kroppsvikt, skänklar och rösthjälper.
I filmer ser man ofta hur en cowboy sitter avslappnad i sadeln med tyglarna i ena handen. Detta är något som är en del i ridtekniken och också används vid tävling om hästen har stångbett.

## Tävlingsformer
Här visas några av de tävlingsformer som finns.

### Boskapsgrenar
Cutting
Här vill man visa att hästen har vallinstinkt. Den ska, på egen hand hålla en kalv åtskild från resten av hjorden. Man får minuspoäng om domaren märker att ryttaren hjälper hästen.
Working cowhorse
Först skall man rida en bana efter ett förutbestämt mönster. Sedan skall samma bana ridas medan man vallar en kalv.
Herdwork
En enklare form av cutting, samma regler gäller men ryttaren får hjälpa hästen med tygel och stigbyglar. Man får inte ställa upp i både cutting och herdwork i samma tävling.
Team Penning
Ett lag bestående av tre ryttare ska på viss tid sortera ut tre djur märkta med samma siffra till en fålla. Snabbast tid vinner men godkänt gäller också med ett eller två djur i fållan. Laget som fått in flest djur placeras högst oavsett tiden.
Team Sorting
Ett lag med två ekipage ska på tid sortera 10 djur i nummerordning från en fålla till en annan. Man börjar med djuret vars nummer lottas innan laget får starta. Laget med flest djur i rätt ordning och på kortast tid vinner.

### Ridgrenar
Western Horsemanship
Denna gren är en typ av dressyr. Man rider ett angivet mönster där hästen skall visa samarbetsvilja. Motstånd ger minuspoäng. Utförandet av mönstret, exakthet i momenten, ryttarens sits, hållning och hjälper (vägledande insatser) är det som i huvudsak bedöms. 
Western Riding
Grenen påminner om Western Horsemanship men här bedöms gångarter, galoppombyten (som skall ske samtidigt med fram- och bakben), lydnad och uppförande. 
Hästens skall ridas i normalt tempo, vara känslig, lydig och ha lätta och fria rörelser. Det som premieras och betonas är mjukhet, taktmässighet och hästens förmåga att byta galopp, exakt och lätt, rena byten (med bak- och framben samtidigt), mitt emellan två markeringar.
Trail
Trail är en gren som ska efterlikna naturens miljö med grindar, broar, stockar och andra hinder. Man bedöms efter samarbetsförmåga och hur hästen lyssnar på hjälper (direktiv).
Western Pleasure

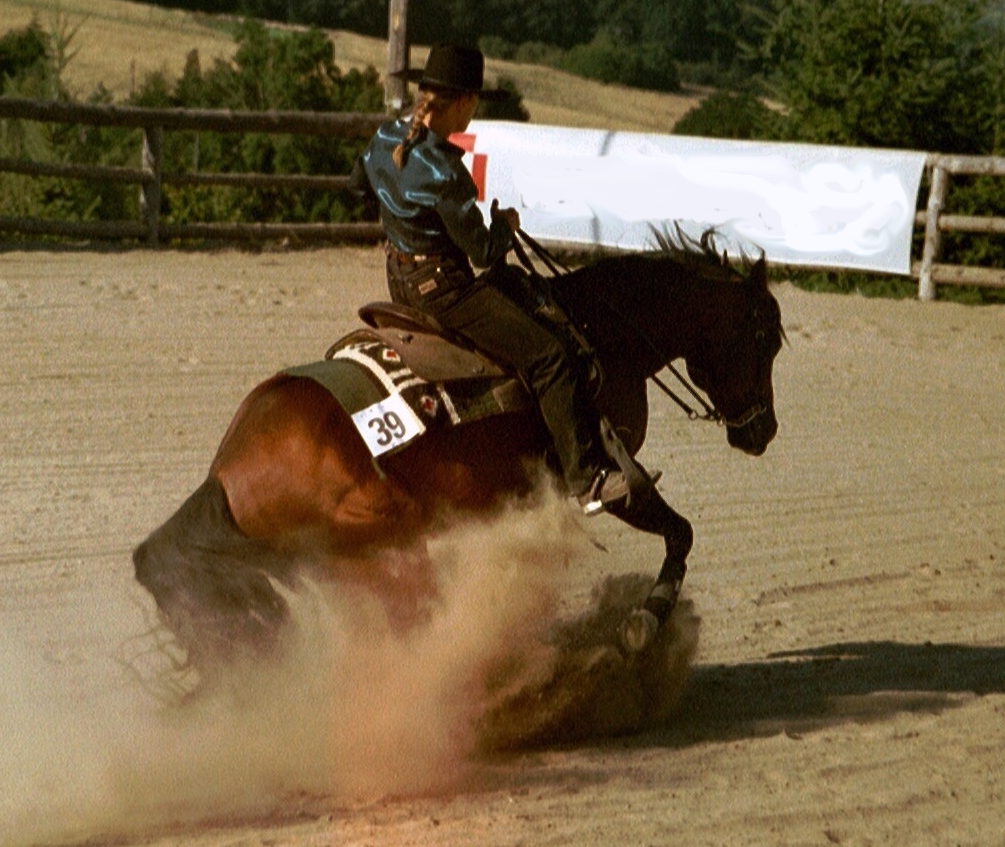
Sliding Stop.

Alla deltagare rider samtidigt längs ytterspåret runt arenan (fyrkantspåret). Bedömningen ligger på hästens hållning; halsen ska ligga nästan rakt och med huvudet i lod. Ryttaren bedöms efter hållning och förmåga att kommunicera med hästen. Många rider denna gren med löst hängande tyglar, så man får intrycket av att hästen är ett nöje att rida (engelska: for pleasure).
Reining
Ryttaren rider ett förutbestämt mönster. Här ingår galoppombyten, spin (hästen vänder runt med framdelen och stillastående bakben), sliding stops (hästen bromsar hårt med bakbenen, se bilden) och roll-backs (hästen gör ett slidestop, vänder helt om och galopperar tillbaka åt samma håll den kom från) och ryggning (hästen backar). Hästen skall villigt låta sig ridas, med mycket litet eller inget synbart motstånd och skall helt kontrolleras av ryttaren. Premieras skall mjukhet, finess, snabbhet och bestämdhet i utförandet av de olika rörelserna, med bibehållande av kontrollerad fart. 
Reining är numera en FEI-gren. Svenska Ridsportförbundet välkomnade reining som en av förbundets tio ridsportgrenar den 1 januari 2016.

### Tidsgrenar
Notera: I Sverige är det förbjudet att fånga levande kalvar med lasso så i stället används en dummy, en kalvdocka som dras efter ett fordon.
Calf Roping (Dummy Roping)
Här skall en kalv fångas med lasso. Kalven släpps iväg och ryttaren ska jaga ikapp och med ett lassokast fånga kalven, två kastförsök tillåts om ryttaren har två lasson. Tidräkningen stoppas när kalven är fångad, hästen ryggar för att hålla lassot sträckt och ryttaren springer fram och rör vid kalven.
Calf Stopping (Dummy Stopping)

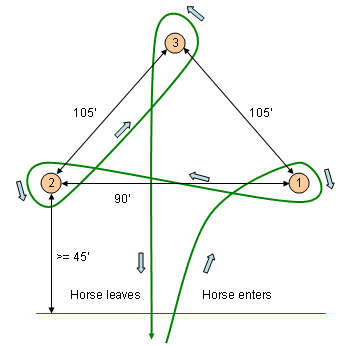
Ridvägen runt tunnorna i Barrel Race.

Grenen påminner om calf roping men ryttaren ska göra en dally och rygga hästen men inte sitta av. Dally är när lassot slås i en knut runt sadelhornet. När repet är sträckt stoppas tidräkningen.
Calf Tying (Dummy Tying)
Här gäller samma regler som i roping och stopping men ryttaren ska binda ihop tre ben på kalven med en så kallad piggistring. Tiden stoppas när ryttaren sträcker armarna i luften.
Barrel Race
Ryttaren skall rida runt tre tunnor (engelska: barrels) i ett klövermönster så att utgångslinjen korsar ingångslinjen mot tunnan. En vält tunna betyder fem sekunders tillägg. Observera här att om man tappar hatten får man också fem sekunders strafftid. Man rider två heat och den sammanlagda tiden räknas.
Pole Bending
Man rider slalom mellan sex uppsatta stolpar med ett avstånd av 6,3 meter mellan varje.
Att välta en stolpe eller tappa sin hatt/hjälm på banan medför 5 sekunders tillägg till totaltiden. Två heat rids där den sammanlagda tiden räknas.